# L'Autre (film, 1999)
Pour les articles homonymes, voir L'Autre.
Pour plus de détails, voir Fiche technique et Distribution.
L'Autre (الآخر, El-Akhar) est un film égyptien réalisé par Youssef Chahine, sorti en 1999.

## Synopsis
Hanane, jeune journaliste d'origine modeste, rencontre Adam, jeune homme appartenant a l'élite arrogante et corrompue qui s'enrichit aux dépens du peuple. C'est le coup de foudre. Ils se marient. Margaret, la mère d'Adam, nourrit pour son fils un amour exclusif. Elle veut éliminer Hanane, sa rivale. Mais l'amour d'Adam pour sa femme est plus fort que ses complots. Peu à peu Adam prend conscience des méfaits commis par sa classe et par ceux de la mondialisation. Hanane et Adam résistent côte à côte, mais ils devront payer un lourd tribut au nouvel ordre mondial.

## Fiche technique
- Titre : L'Autre
- Titre original : الآخر (El-Akhar)
- Réalisation : Youssef Chahine
- Scénario : Youssef Chahine et Khaled Youssef
- Pays d'origine :  Égypte
- Format : Couleurs - 1,85:1 - Dolby - 35 mm
- Genre : Drame
- Durée : 105 minutes
- Date de sortie : 26 mai 1999

## Distribution

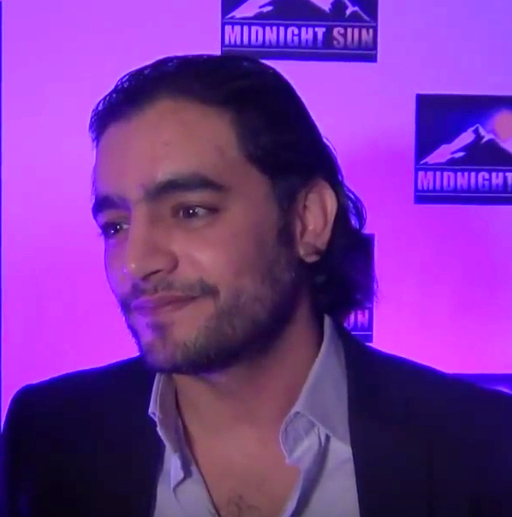
Hani Salama (ar) : Adam

- Nabila Obeid : Margaret
- Mahmoud Hemida : Khalil
- Hanan Tork : Hanane
- Hani Salama (ar) : Adam
- Lebleba : Baheyya
- Hassan Abdel Hamid : Dr. Maher
- Ezzat Abou Aouf (ar) : Dr. Essam
- Ahmed Fouad Selim (ar) : Ahmed
- Amr Saad (en) : Omar
- Ahmed Wafik (ar) : Fathallab
- Edward Saïd : lui-même
- Tamer Samir : Morcy